# Geogel, Alba
Geogel este un sat în comuna Ponor din județul Alba, Transilvania, România.

## Lăcașuri de cult
- Biserica din lemn „Sf. Arhangheli Mihail si Gavriil”, din 1751 (pictată în 1856 de Ion din Beriu, cu altar din piatră realizat în 1840).

	Biserica Geogel Centru este așezată pe o colină chiar în centrul satului fiind înconjurată de cimitir. Înainte de Biserica actuală a mai existat o altă bisericuță de lemn, care a fost mutată în satul Olteni din comuna Râmeț.
	Materialul din care este construită Biserica actuală este lemnul de brad, iar altarul este construit din piatră. Este edificată în anul 1751, după cum dovedește inscripția de pe un stâlp de la ușa Bisericii: „Scris-am eu popa Simion și maiestru Panța Crăciun 1751”. Biserica inițială a fost mărită în anul 1823 în lungime cu 5,20 m, după cum arată inscripția de pe boltă: „Bolta a fost făcută de Iancu Antim și Bogdan Ștefan, anul 1823”.
	Altarul este în formă hexagonală cu 3 geamuri. Vechiul altar din 1751 nu mai există. Acest altar este atașat lângă catapeteasma din 1751, în timpul preotului Petru Măcărescu în anul 1848. Este lung de 6 m, iar zidul de piatră este gros de un metru.
	Naosul este în formă dreptunghiulară, lung de 9,63 m, lat de 5,38 m și înalt de 9 m. Este zidit din bârne de brad groase de 0,30 m și late de 0,26 m. Pronaosul este tot de formă dreptunghiulară lung de 5,26 m și lat de 6,26 m, edificat în anul 1823. Magazia este tot de formă dreptunghiulară, lungă de 3,26 m și lată de 5,80 m. Coridorul este lung de 9,60 m și lat de 1,60 m, construit pe aceeași temelie cu biserica din 1751. Turnul este așezat deasupra pronaosului în formă ascuțită, edificat în 1823, înalt de 30 m, fiind acoperit cu tablă. Acoperișul bisericii este din șindrilă de brad cu excepția Altarului și a turnului, care sunt acoperite cu tablă zincată.
	Pentru intrare sunt două uși în partea de sud, confecționate dintr-o singură scândură de brad lată de un metru. Pe stâlpi în partea de dinafară sunt câteva sculpturi românești.
	Pictura este veche. Altarul este zugrăvit în anul 1870, în timpul preotului Ioan Bârluțiu, după cum se constată din inscripția de pe peretele catapetesmei (onoratului domn Ioan Bârluțiu paroh, zugrav Ion 1870). Catapeteasma și Naosul pe pereți și pe boltă sunt pictați în anul 1756 după inscripția de sub icoana Mântuitorului de pe catapeteasmă (Isac de Beriu 1756 și Tobie Pop). Pictura pe catapeteasmă și 1,50 m pe pereți și pe boltă este a lui Isac de Beriu, executată în stil bizantin, iar în continuare este pictura lui Tobie Pop în stil apusean. Biserica din Geogel este una dintre puținele biserici românești care a scăpat de focul tunurilor generalului Bucow.